# Swobnica
Swobnica (en allemand : Wildenbruch) est une localité polonaise de la gmina rurale de Banie, située dans le powiat de Gryfino en voïvodie de Poméranie-Occidentale. 

## Géographie
Le village se situe dans la région historique de Poméranie ultérieure, à environ 21 km au sud-est de la ville de Gryfino et 36 km au sud de la capitale régionale Szczecin.

## Histoire
Le domaine de Wildenbruke, dans le duché de Poméranie, fut mentionné pour la première fois en 1345. Vers 1382, il devient une commanderie de l'ordre de Saint-Jean de Jérusalem (Grand bailliage de Brandebourg), seigneur du pays de Bahn, après le transfert du siège de Rörchen (Rurka). Cette commanderie a existé jusqu'à la confiscation du pays par la reine Christine de Suède au cours des traités de Westphalie conclus en 1648. 
En 1680, le domaine de Wildenbruch fut acquis par la princesse Sophie-Dorothée de Schleswig-Holstein-Sonderbourg-Glücksbourg, seconde épouse du « Grand Électeur » Frédéric-Guillaume Ier de Brandebourg. Après la mort de la princesse en 1689, il faisait partie de la seigneurie de son fils le margrave Philippe-Guillaume de Brandebourg-Schwedt. Après la mort de Henri-Frédéric de Brandebourg-Schwedt en 1788, Wildenbruch revint à la maison royale des Hohenzollern. 

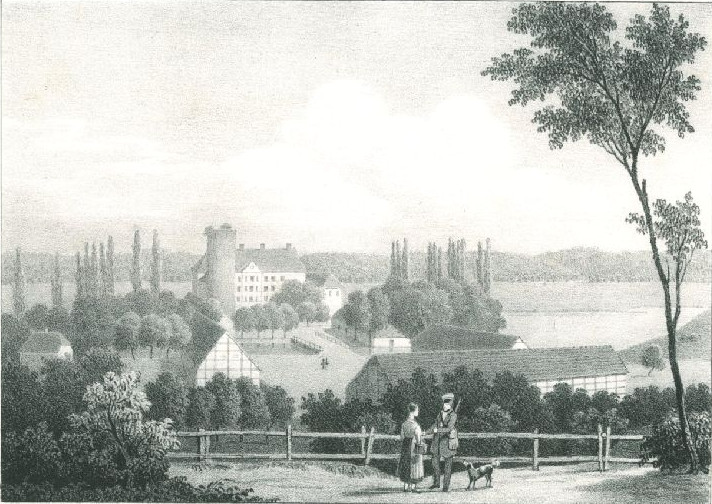
Château de Wildenbruch en 1846.

En 1810, les enfants illégitimes du prince Louis-Ferdinand de Prusse de sa liaison avec Friederike Susanne Henriette Fromme, Heinrich Ludwig (le père de l'écrivain Ernst von Wildenbruch) et Émilie Henriette Luise Blanca, reçoivent le nom von Wildenbruch et sont élevés dans la noblesse prussienne. À partir de 1818 jusqu'en 1945, la commune faisait partie de l'arrondissement de Greifenhagen dans le district de Stettin au sein de la province prussienne de Poméranie.
Conquise par l'Armée rouge à la fin de la Seconde Guerre mondiale, la région fut rattachée à la république de Pologne. La population germanophone restante était expulsée.